# Râul Podobitu
Râul Podobitu este un curs de apă, afluent al râului Șușița. 